# انتخابات ریاست‌جمهوری ایالات متحده آمریکا (۱۹۳۶)
انتخابات ریاست‌جمهوری آمریکا در سال ۱۹۳۶ (به انگلیسی: United States presidential election of 1936) سی و هشتمین انتخابات چهار سالهٔ ریاست جمهوری ایالات متحده بود که در روز ۳ نوامبر ۱۹۳۶ برگزار شد. رئیس‌جمهور وقت، فرانکلین روزولت، نامزد حزب دموکرات، برای دومین بار به مقام ریاست جمهوری رسید و جان نانس گارنر هم معاون رئیس‌جمهور شد.